# 抗抑郁药

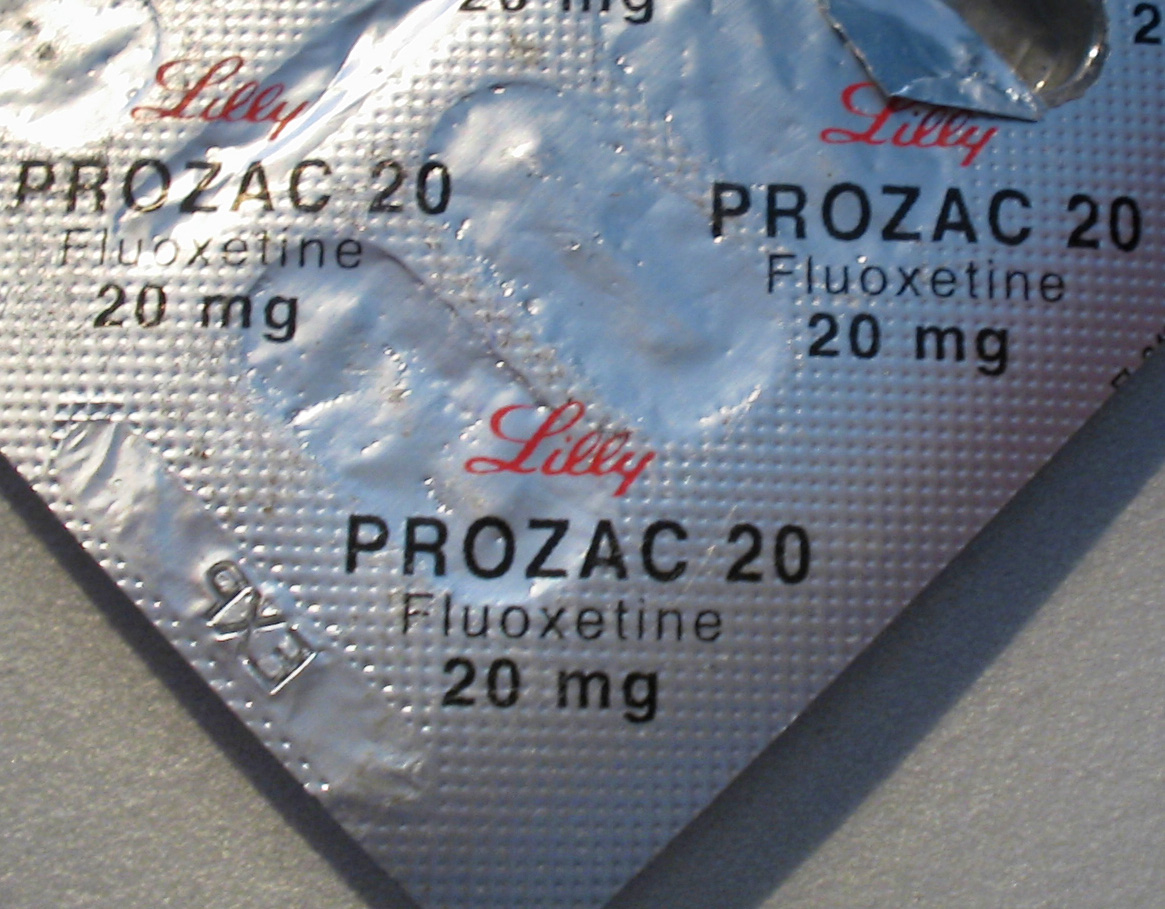
SSRI类抗抑郁药氟西汀（百憂解）

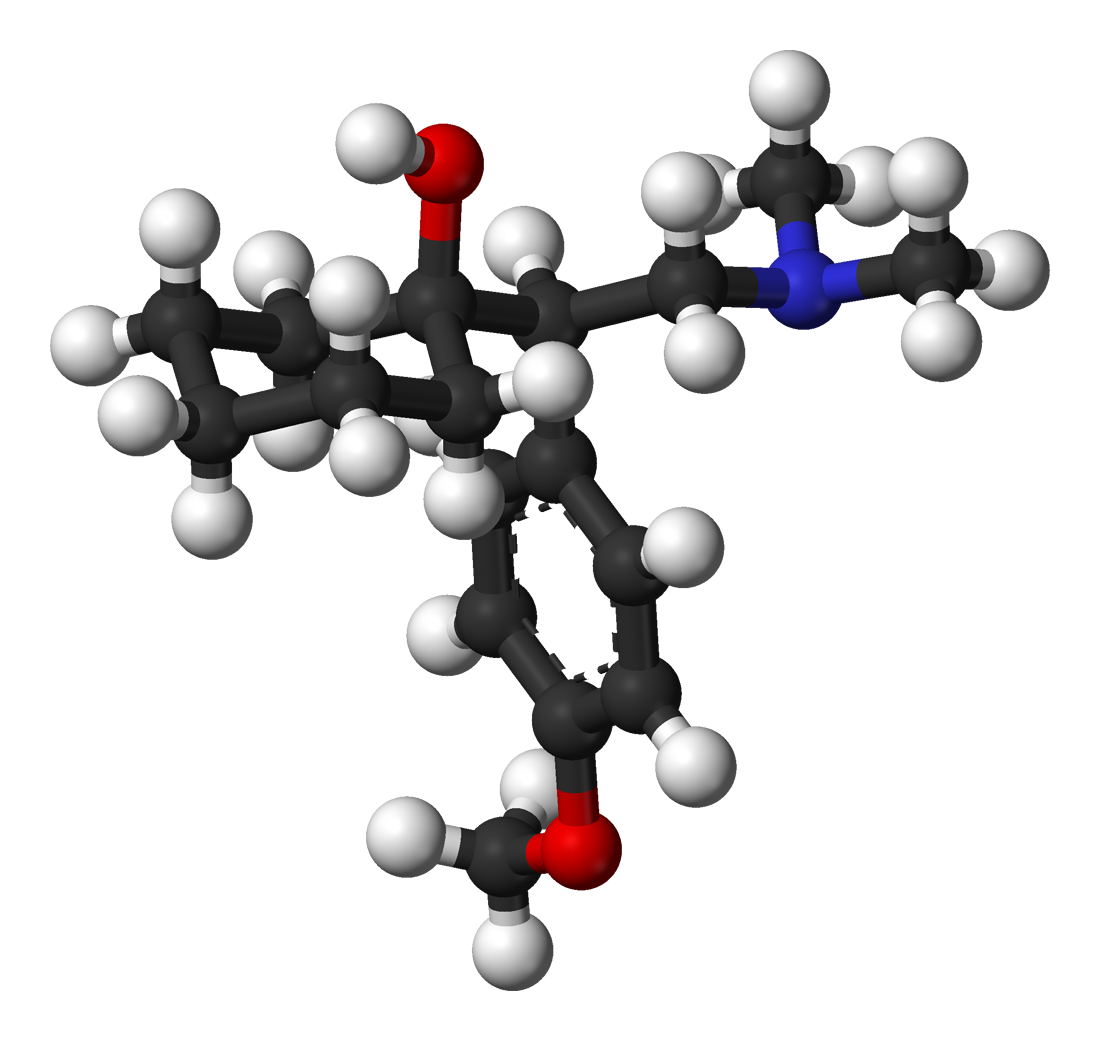
SNRI类抗抑郁药文拉法辛（怡诺思）的化学结构

抗抑郁药（英語：Anti-depressant），是一类治疗重度抑郁症（MDD）或其它问题如心境恶劣障碍、焦虑症、强迫症、进食障碍、慢性疼痛、神經性疼痛的药物，在某些情况下也可以用来治疗痛经、打鼾、偏头痛、多动症（ADHD）、药物滥用和失眠。抗抑郁药可以单独使用，也可以与其他药物联用，但都要遵医生的处方使用。
主要的抗抑郁药有选择性5-羟色胺再摄取抑制剂（SSRI）、5-羟色胺和去甲肾上腺素再摄取抑制剂（SNRI）、三环类抗抑郁药（TCA）、单胺氧化酶抑制剂（MAOI）、四环类抗抑郁药（TeCA）、去甲肾上腺素和特异性5-羟色胺能抗抑郁药（NaSSA）。其他不常用的抗抑郁药有丁丙诺啡、低剂量抗精神病药和圣约翰草提取物。
一种关于抑郁症成因的理论认为，抑郁症以与下丘脑-垂体-肾上腺轴（HPA轴）在应激状态下出现的神经-内分泌反应类似的过度活跃为特征。HPA轴的异常参与抑郁症状的形成，而抗抑郁药可能起着调控HPA轴的作用。抗抑郁药的原理假说有很多，更常见的理论是涉及恢复成年神经新生和神经可塑性。HPA轴的恢复可能也需要海马体神经新生的参与。
一般认为安慰剂对30%抑郁患者有效，传统抗抑郁药则对50%患者有效。抗抑郁药通常不需要终身服用。当症状缓解持续几个月之后，医生可能考虑缓慢减量直到停药。停药后在1-2年内约有50%概率复发，不停药则约有23%概率。对于有复发史的患者，医生可能不会推荐停药。对于健保基金而言，不停药稍微划算一点。用药时间小于3个月的病人，停药复发风险更大。

## 医学应用
常用汉密尔顿抑郁量表（HAM-D）来评估抑郁症症状的严重程度。 HAM-D量表共有17个项目，最高分为52分。分值越高，抑郁越严重。

#### 临床准则
英国国家卫生与保健研究所（NICE）于2009年发布的方针指出，因风险效益比过低，抗抑郁药不应被例行地用于轻度抑郁的初步治疗。方针建议，应对下列情形考虑进行抗抑郁药治疗：
- 有中度或重度抑郁病史的人
- 长期患有轻度抑郁的人
- 作为对采用其他治疗方案后仍然存在的症状的二线疗法
- 作为中度或重度抑郁症的一线疗法

方针还指出，抗抑郁药在大多数情况下应与心理社会学治疗结合使用，在病愈后继续治疗至少6个月以避免复发，而且SSRI类药物的耐受性比其他类抗抑郁药更好。
美国精神医学学会的治疗方针建议，初步的治疗方案应基于症状的严重程度、并发疾病、之前的治疗经历以及病人的偏好而量身定制。可选的疗法包括药物疗法、心理疗法、电痉挛疗法（ECT）、经颅磁刺激（TMS）及光疗。对轻度、中度、重度抑郁患者，推荐将抗抑郁药作为一线治疗方案，并且对无计划进行ECT的重度抑郁患者都应采用抗抑郁药治疗。

#### 系统性评估
针对患有急性轻度或中度抑郁的人群进行的一些将抗抑郁药效果与安慰剂作比较的研究结论存在矛盾。有较强证据证明，抗抑郁药在对慢性或重度抑郁的治疗当中起了重要作用。
Irving Kirsch和Thomas Moore等人对抗抑郁药的药理学活性提出质疑，称证据表明抗抑郁药的作用与具活性的安慰剂的效果类似。 研究结果通过对公开发表的研究数据及通过FOIA获取的非公开FDA数据进行元分析而得出。整体上，抗抑郁药的效果比安慰剂好18%，具有统计学意义，但不具临床意义。 在后来发布的一项研究中，Kirsch得出结论，新一代抗抑郁药物的总体效果未能达到临床标准。
2017年发表的一项将SSRI类抗抑郁药物与安慰剂进行比较的元分析发现，在49项相关研究中，使用SSRI类药物后汉密尔顿抑郁量表的分值平均下降了1.9分，具统计学意义，但未能达到临床标准。该临床标准由英国国家卫生与保健研究所制定，该标准要求标准平均差至少为0.5，即量表得分下降3分。不过，这项研究有着较高的偏差风险，或许可以用来解释SSRI类药物具有统计学意义的效果。最终，作者得出结论，负面效应发生的频率使得本就较不显著的临床症状改善失去了意义。
在一次关于抗抑郁药效果的元分析中发现，抗抑郁药的效果（以HDRS分数衡量）与抑郁的严重程度有关。对于得分低于23分（表明患有轻度至中度抑郁）的患者，抗抑郁药效果仅比安慰剂略强。然而，对于分值大于25的患者，抗抑郁药表现出了明显强于安慰剂的效果，超出了NICE设定的临床意义阈值。
另一项着眼于帕罗西汀与丙咪嗪的研究发现，对于轻度或重度抑郁，抗抑郁药仅比安慰剂略好，但对严重抑郁则有显著疗效。
2014年，美国FDA发表了一项对1985至2012年间提交给该机构的全部抗抑郁药维持性临床试验（maintenance trials）进行的系统性评估。作者得出结论，比起安慰剂，维持性治疗将复发风险降低了52%，并且主要与安慰剂组抑郁症复发有关，而非因药物戒断反应而产生。
NICE资助的一项评估发现，有强有力的证据证明SSRI类药物比起安慰剂来能更有效地降低中度至重度抑郁症患者的HDRS分数，对轻度抑郁患者来说也有一定证据能证明此效应。基于这项研究而提出的治疗方针建议，应对中度至重度抑郁患者及那些轻度抑郁症状持续且对其他治疗方案不敏感的患者采用抗抑郁药治疗。
考科蓝合作组织最近对三环类抗抑郁药阿米替林的临床试验进行了系统性的评估。尽管有证据表明发表偏差的存在，但研究仍然得出结论，有大量证据表明阿米替林比安慰剂效果更好。
2015年，一项对耐受其他治疗方案的抑郁症状进行的增强疗法（add-on therapy）进行的系统性评估得出结论，喹硫平和阿立哌唑有最充分的证据证明其功效，但这两种药物都造成了一些与治疗相关的副作用。 
2008年的考科蓝合作组织一项对贯叶连翘（更确切地说，是一切贯叶连翘提取物）进行的评估以及2015年由先前研究的部分作者合作进行的一项元分析系统性评估得出同样结论，贯叶连翘功效强于安慰剂，与标准抗抑郁药相比同样有效，且有着更少的副作用。2015年的元分析得出结论，因证据有限，且德语区与其他语言区进行的临床试验间功效存在较大差异，难以在抑郁症治疗方案当中为贯叶连翘找到一个合适位置。 有证据显示，可逆性单胺氧化酶抑制剂（RIMAs）也是一种有效的治疗药物，其耐受性较其他抗抑郁药更佳。然而，比起贯叶连翘、可逆性单胺氧化酶抑制剂、5-羟色胺和去甲肾上腺素再摄取抑制剂、羟色胺拮抗和再摄取抑制剂、去甲肾上腺素再摄取抑制剂、去甲肾上腺素和特异性5-羟色胺能抗抑郁药等药物，SSRI类、 三环类、四环类抗抑郁药有着更多证据支持其在治疗抑郁中的作用。
发表于《美国医学会杂志》（JAMA）的一项研究表明，在抗抑郁药临床试验中，安慰剂效应越来越显著，而被测药物的效果则没有较大变化。作者表示，因社会对使用抗抑郁药的负面态度有所改善，更多轻度、短期或突然复发的抑郁症患者参与了实验，可能可以用来解释这一现象。在补充与替代（CAM）疗法的临床试验中，安慰剂的起效率明显低于传统抗抑郁药。
2004年的一项评估得出结论，那些没能支持抗抑郁药功效的研究成果，比起支持抗抑郁药功效的研究成果更少被发表。对针对儿童使用抗抑郁药的临床试验的研究也获得了类似结论。2015年，在一次对抗抑郁药相关研究的元分析的调查当中发现，79%的研究存在“接受来自制药企业的赞助、以制药企业员工为作者以及存在相关利益冲突”等现象。 
2012年的一次元分析发现氟西汀及文拉法辛对全部年龄组的重性抑郁障碍患者均有效，同时没有发现证据能够支持抑郁症状的严重程度与采用药物治疗后的效果存在关系。
2012年发表的一项研究发现，研究持续的时间与抗抑郁药的功效（以起效率衡量）之间呈负相关关系。抗抑郁药的起效率变化主要是安慰剂起效率的提高造成的。但是，作者仍然认为抗抑郁药能有效地治疗抑郁症。 作者发现，三环类药物是最有效的一类药物，其次是SNRI类、MAOI类、SSRI类及非常规抗抑郁药。

#### STAR*D临床试验
史上规模最大、最昂贵的针对抑郁症药物疗法的有效性的研究由美国国家心理卫生研究所主持进行。这项研究被称作“抑郁症的有序治疗备选方案”(STAR*D)。结果如下。
患者在一般性或精神类医疗机构就诊时被召募参与实验。实验未发布志愿者招募广告，以最大化研究结果的普适性。患者的HAM-D得分至少须为14分才可参加实验。按照通行标准，7-17分归类为轻度抑郁，18-24分归类为中度抑郁，24分及以上为重度抑郁。参与者的HAM-D17分值平均为22分。研究终点预先定义为抑郁症的完全康复（根据HAM-D分数判断），未再次参与测试的患者归类为无回应者。在这场临床试验之后，研究者们主要使用QIDS-SR16分数呈现结果，而该分数常常较HAM-D分数偏高。
- 在第一疗程结束之后，2876位参与者中有27.5%达到了康复标准，HAM-D分值降至了7或更低，按照QIDS-SR量表，则有33%的患者康复，起效率为47%。26%的人退出了实验。[36][37]
- 第二疗程之后，余下的1439位参与者中，大约有21%至30%症状大幅减轻。[33]更换药物能使约25%的患者康复。[35][38]
- 第三疗程之后，310名参与者中17.8%的人症状减轻。[來源請求]
- 第四疗程之后，109名参与者中10.1%的人症状减轻。[來源請求]
- 第一疗程中康复的患者复发率为33%，后续疗程康复的患者复发率从42%到50%不等。未能完全康复的患者复发率高于完全康复患者。[39]

未发现实验中所使用药物存在统计学或临床意义上的康复率、起效率、复发率差异。实验药物包括：缓释安非他酮、安非他酮、西酞普兰、锂、米氮平、去甲替林、舍曲林、三碘甲状腺氨酸、反苯环丙胺、缓释文拉法辛。
2008年对随机对照试验的一次评估发现，尽管SSRI缓解抑郁症状的效果在用药第一周结束时最为显著，但在至少六周之内，持续用药都对症状有所改善。

#### 制约与策略
每种药物都对约30%至50%的患者无效。在临床研究当中，大约三分之一的患者完全康复，三分之一的患者症状有一定改善，还有三分之一的患者用药无效。部分康复的标准基于一些定义模糊的残余症状而定，这些症状通常包括：心情压抑，心理焦虑，睡眠不稳，疲劳及兴趣、乐趣程度的下降。目前不确定什么因素造成了部分康复的出现。然而通过这些残余症状可以很准确地预测复发可能性，部分康复的患者的复发率比完全康复的患者复发率高3到6倍。抗抑郁药的功效会随着治疗过程的持续不断降低。 根据CDC的数据，正在服用抗抑郁药的美国成年人中，仅有不到三分之一的人在最近一年内与精神疾病方面的专业人士见过面。为了应对这些制约因素与变化，临床实践中也采用了一些策略，如更换药物，采用增强疗法、组合疗法等。

#### “试错法”更换药物
美国精神医学学会2000年的治疗方针建议，当一种抗抑郁药使用6-8周后仍无效时，应首先更换为同类型的其他药物，再更换成其他类型药物。
2006年的元分析发现，同类实验的结论相差较大，在对某种SSRI类药物不敏感的患者中，有12%到86%的人对另一种药物敏感。但是，一个人尝试过的抗抑郁药种类越多，就越不可能从临床试验中获益。 然而，后来的一项元分析发现，更换新药与持续服用原先的药没有区别，虽然34%的病人对新药敏感，但40%的病人未更换新药也有了效果。

#### 增强与组合
对于部分起效的情况，美国精神医学学会方针建议采用增强疗法，或在治疗方案中加入另一类药物。这些药物包括锂、甲状腺增强（augmentation）、多巴胺受体激动剂、性类固醇、NRI类药物、糖皮质激素专一性制剂以及较新的抗惊厥药。
组合策略通过引入另一种抗抑郁药（通常为另一种类型）来影响人体的其他相关机制。尽管临床实践中可能采用这种策略，并没有确切证据能够证明这种策略的相对疗效和负面作用。近来进行的一些增强疗法测试还将兴奋剂纳入了测试范围。多项研究显示，将莫达非尼与抗抑郁药组合使用对耐受常规治疗的病人有着更好的效果。这一方法已被用于应对使用SSRI类药物所引起的疲劳症状。

#### 长期使用
在治疗结束后，抗抑郁药的治疗效果往往也会同时消失，这也造成了抑郁症较高的复发率。2003年，对31项以安慰剂为对照的抗抑郁药临床试验（多数只持续1年）进行的元分析发现，18%的患者在服用曾有效的抗抑郁药的过程中就已复发，而在换服安慰剂的对照组中，这一数据为41%。
在少数人的治疗过程中，抗抑郁药的治疗效果会逐渐减弱。一些研究还提出一种方案，即采用药物治疗急性抑郁症发作再转用心理方法进行康复治疗。

### 焦虑症

#### 广泛性焦虑障碍
焦虑症是一种以对某些事情的过分担忧为特点的常见疾病。国家卫生与保健研究所建议，在使用保守疗法如教育、自助活动治疗焦虑症无效时，可采用抗抑郁药进行治疗。
抗抑郁药能一定程度上减轻焦虑症状，在焦虑症的治疗中效果优于安慰剂。不同类型的抗抑郁药功效差别不大。

#### 强迫症
对功能障碍不大的成年强迫症患者的二线治疗、对具有中等、严重的功能障碍的强迫症患者的一线治疗均会使用SSRI类药物。对具有中等、严重的功能障碍的儿童强迫症患者的二线治疗使用SSRI类药物时需要密切监控精神类副作用。SSRI类药物用于强迫症治疗时效果显著，SSRI组的起效率两倍于安慰剂。在短期（6到24周）和中断式（28到52周）临床试验中，均已证明抗抑郁药的功效。

### 进食障碍
抗抑郁药被推荐作为治疗神经性暴食症的自助项目中备选或额外的第一步。因SSRI类药物（尤其是氟西汀）可接受性和耐受性更好、短期临床试验中症状缓解程度更大，常选择此类药物而非其它抗抑郁药。长期功效不明确。因安非他酮可能提高癫痫发病风险，不建议使用该药治疗进食障碍。
对于过胖暴食症，相同的建议同样适用。SSRI类药物短期内可减轻过胖暴食症的症状，但未发现其有降低体重的作用。
多数临床试验结果否定了SSRI类药物在神经性厌食症治疗中的作用。国家卫生与保健研究所（NICE）的治疗方针不建议在对该种疾病的治疗中使用SSRI类药物。美国精神医学学会的方针指出，尽管SSRI类药物对体重增长无促进作用，但仍可用来治疗与该症并发的抑郁症、焦虑症以及强迫症。

### 疼痛

#### 纤维性肌痛
2012的一次元分析得出结论，抗抑郁药疗法改善了纤维性肌痛患者的疼痛、健康相关的生活质量、抑郁和睡眠情况。三环类抗抑郁药似乎是最有效的一类抗抑郁药，对疼痛和睡眠有一定改善，对疲劳和生活质量也有较小的改善。使用三环类药物的患者中，48%的人疼痛减轻了30%以上，而安慰剂组为28%；使用SSRI类药物的患者中，36%的人疼痛减轻了30%以上，而安慰剂组为20%；使用SNRI类药物的患者中，42%的人疼痛减轻了30%以上，而安慰剂组为32%。因副作用而中止实验的现象较为普遍。阿米替林、氟西汀、度洛西汀、米那普仑、吗氯贝胺和吡吲哚基于“有限证据”被欧洲抗风湿联盟推荐用于纤维性肌痛的治疗。

#### 神经性疼痛
2014年，考科蓝合作组织的一次元分析发现，度洛西汀可有效治疗糖尿病神经病变所造成的神经性疼痛。该组织还评估了阿米替林在治疗神经性疼痛中的作用，但有效的随机化临床试验数据有限。他们得出结论，阿米替林长期以来在医学中的成功应用可以在某种程度上证明该药的有效性，但也对过高估计阿米替林缓解疼痛的效果的可能性感到担忧，并且表示只有少数人在使用该药后能感到疼痛明显减轻。

## 负面影响

### 一般情况
几乎所有涉及血清素调控的药物都有可能引发血清素综合征——可造成狂躁、不安、焦虑、情绪不稳、失眠和迷惑的血清素浓度过高现象。
这种情况很严重，但并不常见，通常在剂量较高或同时服用多种药物的时候发生。如果及时（24小时以内）进行医疗干预，很少致命。
单胺氧化酶抑制剂常与许多处方/OTC药物存在明显（有时致命）的药物相互作用。如果与酪胺含量非常高的食物（如成熟奶酪、腌肉或酵母提取物）同食，可能造成有致命风险的高血压危象。剂量较低时，患者可能只会被高血压造成的头痛困扰。
作为对这些不良反应的回应，另一种单胺氧化酶抑制剂被开发出来：单胺氧化酶A可逆性抑制剂（RIMA）类药物。它们的主要优势是不需要患者坚持按一个特殊食谱进餐。此外，其功效据称与SSRI类和三环类药物同样有效。

### 怀孕
基于不同程度可信度的因果关系证明，怀孕时使用SSRI类药物有一定风险。鉴于抑郁症本身独立与负面的妊娠结局相关，确定通过观察得出的抗抑郁药使用与特定不良结果间的关系是否是因果关系在某些情况下较为困难。在另外一些情况下，抗抑郁药的使用看起来与负面结果明显相关。
怀孕中SSRI的使用不仅与自然流产发生率增长至原先1.7倍有关，还与早产与低出生体重有关。
一项针对使用了抗抑郁药的妊娠期的系统性评估发现，严重畸形的风险有小幅（3%到24%）提高，而心血管先天畸形的发生风险没有显著区别。对使用了氟西汀的妊娠期的研究发现严重畸形的风险提高了12%，刚好未能达到具有统计学意义的标准。其他研究发现，未接受SSRI类药物治疗的母亲生下的孩子患心血管先天畸形的风险较高，提示可能存在以偏概全的现象，即担心孩子健康的母亲们可能会要求对自己的孩子做更详尽的测试。
另一项研究发现使用SSRI类药物后，严重畸形的风险提高了27%，而心血管先天畸形的风险无变化。FDA建议，因帕罗西汀及MAOI类药物可提高先天畸形的风险，应避免在怀孕时使用这两类药物。
2013年的系统性评估与元分析发现，妊娠过程中抗抑郁药的使用只与某些妊娠结局（胎龄、早产）的出现有统计学相关性。这项研究还指出，因使用组与未使用组之间差异较小，并不能确定其是否具有临床意义。
新生儿（出生后28天以内）可能会受停药综合征影响。抗抑郁药已被证明在母乳中以不同浓度出现，但其对新生儿的影响尚不明确。
此外，SSRI类药物还会抑制一氧化氮的合成，而该物质的合成在血管张力的调节中有重要作用。多项研究指出，SSRI的使用与早产的发生有联系，可能是由于子痫前症发生的风险有所提高。

### 误用于躁郁症导致病情恶化
许多躁郁症病例与重性抑郁障碍十分类似。因此，躁郁症患者可能被误诊为重性抑郁障碍患者，并被开具抗抑郁药处方。研究显示，对于躁郁症患者，抗抑郁药引发狂躁的发病率可达到20至40%。目前无可信证据表明对于抑郁症患者抗抑郁药物可诱发狂躁，但对于躁郁症，抗抑郁药（多为SSRI类药物）可以引发或加剧狂躁的症状。
躁郁症对于抗抑郁药的禁忌主要源自三环类抗抑郁药时期。现有的SSRI和情绪稳定剂合用并不会引发或加剧狂躁，也不会加快情绪切换速度。单独使用SSRI抗抑郁药加剧躁狂的可能性也远不如以前的三环药，仅是两者合用的三倍。

### 自杀
研究显示，对于25岁以下的人群，抗抑郁药的使用与出现自杀想法与行为的风险增加相关。问题足够严重，以至于FDA发布了针对采用抗抑郁药治疗时自杀风险提高的警告。FDA表示，自杀风险提高这一现象主要出现在治疗的前一至两个月中。国家卫生与保健研究所认为，自杀风险的提高主要出现在“治疗前期”。元分析提示，抗抑郁药的使用与自杀风险的提高之间的关系与年龄有关。与安慰剂相比，使用抗抑郁药在25岁以下人群中与自杀风险的增加（优势比=1.62）有关。此数据与在儿童及青少年人群中观察得到的数据一致。对25岁至64岁间的人群没有影响或是有轻微保护作用（优势比=0.79）。65岁及以上人群使用抗抑郁药有保护作用（优势比=0.37）。
有学者认为FDA采用的警示语弊大于利。FDA本身希望更多人从抗抑郁药转向面对面的心理治疗，但这并没有发生。取而代之的是年轻女性使用副作用更强的抗精神病药和苯二氮卓类药物剧增。2021年出版于Nature的研究显示，对于在SSRI启用时间前后有过自杀尝试的患者，最大的危险是出现在启用前的30天，而非启用后，差距达40%。这个现象不能支持SSRI增加自杀风险的传统观点，反而提示启用SSRI有防止自杀的作用。

### 对性功能的负面影响
SSRI类药物在性方面的副作用也很常见，例如性冲动减弱、性快感缺失及勃起功能障碍。虽然这些症状通常是可逆的，但在一些罕见情况下，停药后这些副作用可能持续数月甚至数年。
在对1022位门诊病人的研究中，对于全部抗抑郁药来说性功能障碍的发生率平均为59.1%。SSRI类药物的发生率在57%到73%之间, 米氮平为24%，奈法唑酮为8%，阿米庚酸为7%，吗氯贝胺为4%。吗氯贝胺，一种选择性、可逆性MAO-A抑制剂，不仅不易造成性功能障碍，还能带来性功能的改善。
被认为是性功能障碍可能原因的生物化学机制包括：血清素浓度的升高（对5-HT2受体、5-HT3受体的影响尤其显著）、多巴胺浓度下降、去甲肾上腺素浓度下降、乙酰胆碱受体和α1型肾上腺素受体受到阻滞、一氧化氮合成酶的抑制、催乳素浓度的提高。根据报告，米氮平性方面副作用较少，可能是因为它拮抗5-HT2和 5-HT3型受体，并在某些情况下逆转SSRI类药物通过相同原理造成的性功能障碍。
SSRI对于性功能并非全是坏处。对于早泄者SSRI延长射精时间的作用就有用。达泊西汀（必利劲）就是一个起效和代谢都很快的SSRI，专用于治疗早泄。
安非他酮，一种弱去甲肾上腺素-多巴胺再吸收抑制剂和尼古丁乙酰胆碱受体拮抗剂，可能可以用于治疗由SSRI类药物造成的性冲动减退。受安非他酮治疗的患者有77%表示此药提高了性欲、性唤起程度、高潮持久度、高潮强度中的至少一项。

### 体重变化
使用抗抑郁药时，食欲或体重的变化经常出现，但与药品种类及药品影响的神经递质有关。米氮平与帕罗西汀可能导致食欲、体重增加，而其它药物（如安非他酮、文拉法辛）会有相反的效果。
有证据显示，某些三环类、四环类药物导致食欲、体重增加的效应一定程度上与其抗组胺特性有关。

### 停药症候群
抗抑郁药停药带来的症状最早于1950年代后期首种三环类药物丙咪嗪的使用中出现。每种新型单胺类抗抑郁药（包括MAOI类、SSRI类、SNRI类药物）的出现都带来了相似的症状报告。截止2001年，至少有21种不同的抗抑郁药（覆盖当时所有主要抗抑郁药类型）被报道能够造成停药症候群。对这个问题的研究并不充分，多数文献属于案例报告或是小规模临床试验，发生率难以确定、充满争议。Gastaldon et al. (2022)分析的病例中，lofepramine、伏硫西汀、米塞林、阿戈美拉汀、艾斯氯胺酮未有发现统计学上显著的停药症状报告。作者不能排除知名度偏见和/或样本量太小导致这一结果的可能性，但这几种药物同时也属于新型非典型抗抑郁药，药理设计上故意有不同。
停药症候群患者大多在持续服用抗抑郁药四周或更长时间之后突然或快速停药。常见症状包括：流感样症状（恶心、呕吐、腹泻、头痛、出汗），睡眠不稳（失眠、噩梦、嗜睡），感觉、运动功能异常（失去平衡、颤抖、眩晕、头晕、类似电击的感觉），情绪扰动（烦躁不安、焦虑、激动）和认知障碍（迷惑、过度兴奋）。已报告多于50种症状。
大多数停药症候群病程持续一至四周，多较轻微并可自行康复；在罕见情况下病情可能较为严重、病程也可能延长。帕罗西汀和文拉法辛似乎最难停药，最长有持续18个月的病程见于报道。如果停药症状持续，那可能需要重新开始使用原来的抗抑郁药，或是使用半衰期更长的抗抑郁药。英国药学会和美国精神病学会推荐先把患者切换到氟西汀，然后缓慢减量。氟西汀半衰期长，是SSRI中停药症候群报告最少，每日用量不超过20 mg者甚至可以直接停药。
现在已知停药症候群的报告只涉及对单胺系统有影响的药物，并且已知药物半衰期越短，停药反应也越容易发生。因此建议停药万不可直接停止，要缓慢减量。和一些物质的成瘾不同，服药时间和停药反应的可能性、烈度都没有关系。
随着1980到1990年代SSRI类药物使用量的爆发式增长和对该种药物兴趣的增加（对氟西汀尤其如此），人们对抗抑郁药停药症候群的兴趣也越来越强。1990年代后期，一些研究员认为抗抑郁药停药后出现的症状可能表明抗抑郁药有成瘾性，并用“戒断反应”一词来描述这些症状。具有成瘾性的物质可造成生理依赖，导致停药过程较为痛苦。但因服用抗抑郁药的患者没有表现出觅药行为，这些理论最后都被抛弃了。“戒断反应”一词不再用于描述抗抑郁药停药症候群，以避免与药物成瘾造成的现象混淆。抗抑郁药被滥用的情况有时见诸报道，但较为罕见且多发生于那些具有兴奋效果的药物和原先就患有物质使用障碍的人群中。2012年，一项将苯二氮卓和SSRI类药物停药反应进行比较的研究认为，因为两种药物停药后症状相似，没有理由认为苯二氮类药物有成瘾性而SSRI类药物没有。对该研究的回应则表示，没有证据表明停用SSRI类药物的患者有觅药行为，而对于服用苯二氮类药物的患者则有相关证据，因此应该重新考虑药品的分类。

### 情感迟钝
抗抑郁药可能造成情感迟钝或麻木的现象。情感迟钝指的是情感正面与负面两个极端的减退。病人可能感觉抑郁有所缓解，但他们在某些情况下也会感受到更少的快乐、共情、目的性。要应对这种情况，可以减少药量、更换药品。这一现象的发生机制尚不明确。情感迟钝并非抗抑郁药的目的，也并非所有人服药都有发生。
在调整血清素的SSRI和SNRI中常见，阿戈美拉汀、安非他酮、伏硫西汀则少有发现。可能性和剂量正相关。

## 原理
传统抗抑郁药，无论是三环类、SNRI类、SSRI类还是MAOI类，都是基于调整单胺系统的理论设计。单胺理论认为，抑郁症源自单胺错乱，用药增加血清素水平即可恢复。然而这些药虽然用后即可立刻调整单胺水平，却往往要几个星期显效，说明此理论大有问题。
抑郁症很多是压力所致，对于动物的抑郁症模型尤其如此。（比如一种“慢性无法预知的应激”模型，就是每日给动物一些新的、不同的压力，如被褥沾湿、噪音吵闹等，持续一段时间则可造成类似抑郁的症状。）下丘脑-垂体-肾上腺轴（HPA轴）是调控应激反应的重要部分。受到“慢性无法预知的应激”处理的小鼠，其海马体神经生成降低，HPA轴也发生紊乱，甚至会失去食用美味的饼干的欲望（快感丧失）。在维持应激条件的情况下施以氟西汀，则可见神经生成恢复，HPA轴正常化，小鼠也开始回到喜欢饼干的状态。但是如果先用X射线让海马体不能生成新神经，则氟西汀无效。（单纯给没有受应激的小鼠使用X射线不会造成不喜欢饼干的情况。）如果绕过海马体，直接使用抑制促肾上腺皮质激素释放因子1的药物调控HPA轴，则也能直接让小鼠重新爱上饼干。
由上可见，传统抗抑郁药的功能和人类的学习能力一样，离不开成年神经新生和神经可塑性。其他的现有疗法也一样：以效果显著但骇人听闻著称的电痉挛疗法一样被发现可以提升BDNF表达并导致全脑神经通路重组；有时用于附加治疗的锂和丙戊酸一样是提高BDNF表达，增加神经元的增殖和寿命。最新的快速抗抑郁药氯胺酮，也是发现一次输注后即可增加树突棘的数量并恢复大脑功能连接的各个方面。
抗抑郁药可能也会降低脑内的炎症反应，是对这类药物止神经痛效果的一个解释。